# Mešno
Mešno (en allemand : Meschno) est une commune du district de Rokycany, dans la région de Plzeň, en République tchèque. Sa population s'élevait à 83 habitants en 2022.

## Géographie
Mešno se trouve à 10 km au sud-sud-est de Rokycany, à 21 km au sud-est de Plzeň et à 75 km au sud-ouest de Prague.
La commune est limitée par Kornatice à l'ouest et au nord-ouest, par Kakejcov au nord-est, par Příkosice à l'est et par Spálené Poříčí au sud.

## Histoire
La première mention écrite du village date de 1352.

## Galerie

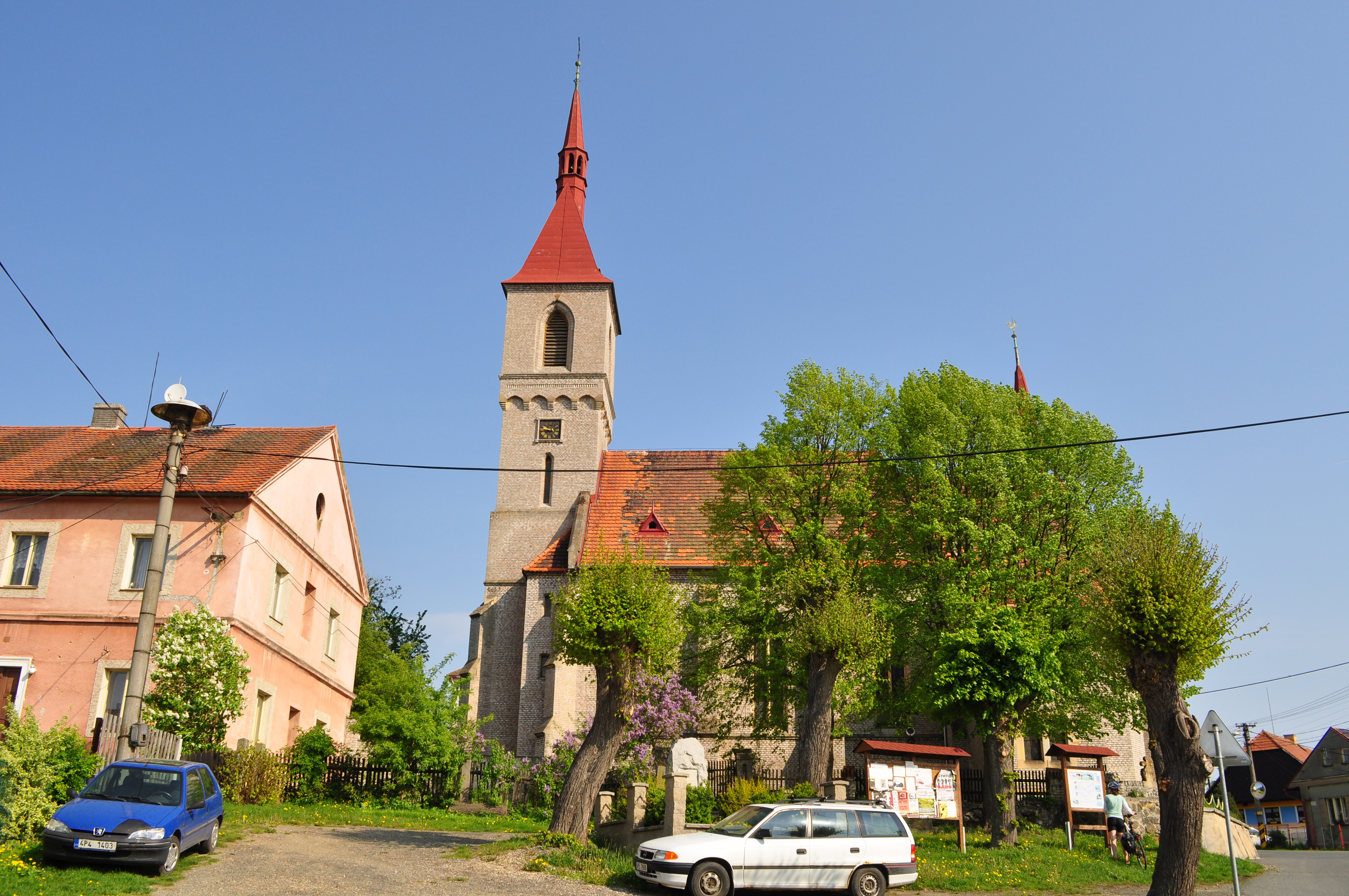
Église de la Sainte-Trinité.

## Transports
Par la route, Mešno se trouve à 6 km de Mirošov, à 12 km de Rokycany, à 26 km de Plzeň et à 92 km de Prague. 